# Loris Leneman
Loris Leneman (né le 5 mai 2003) est un coureur cycliste néerlandais, spécialisé dans les épreuves de sprint sur piste. 

## Biographie
Originaire de Varsseveld, il pratique le cyclisme pour suivre son modèle d'enfance Robert Gesink. En 2023, il est médaillé d'argent de la vitesse par équipes aux championnats d'Europe sur piste espoirs (moins de 23 ans), avec Daan Kool et Tijmen van Loon.
En février 2025, après plusieurs titres nationaux, il fait ses débuts chez les élites aux championnats d'Europe. Battu en finale de la vitesse par équipes par la France, il décroche la médaille d'argent avec Harrie Lavreysen et Tijmen van Loon,.

## Palmarès

### Championnats d'Europe
| Épreuve / Édition     | Vitesse par équipes |
| Anadia 2023 (espoirs) | Argent              |
| Anadia 2024 (espoirs) | 5e                  |
| Heusden-Zolder 2025   | Argent              |

### Championnats nationaux
- 2021
  - 3e de la vitesse par équipes
- 2022
  - 2e de la vitesse par équipes
- 2023
  -  Champion des Pays-Bas de vitesse par équipes
- 2024
  -  Champion des Pays-Bas de vitesse par équipes